# ポール・A・ロスチャイルド
ポール・A・ロスチャイルド（Paul A. Rothchild、1935年4月18日 - 1995年3月30日）は、1960年代後半から1970年代にかけての活動で知られるアメリカ合衆国の音楽プロデューサー。

## 略歴
ロスチャイルドは1935年にニューヨーク州ブルックリンに生まれる。ニュージャージー州ティーネックで成長し、1953年にティーネック高校を卒業した。
彼はその経歴をボストンのフォーク・シーンから始める。地元のフォークミュージシャンたちのレコードを製作、リリースした。1963年、ジャック・ホルツマンの設立したエレクトラ・レコードのプロデューサーとなり、著名な録音技術者であるブルース・ボトニック、ジョン・ヒーニー、フリッツ・リッチモンド、ウィリアム・ガゼッキらと働き、その後、ロサンゼルスの音楽シーンに進出した。彼のロックアウト・マウンテンに建つ自宅には、後に成功する多くの音楽スターたちが訪れた。
彼はクロスビー、スティルス、ナッシュのオリジナル・デモをプロデュースした（実際にはクロスビー、スティルス、ジョン・セバスチャンによって録音されたが、セバスチャンは後にグラハム・ナッシュと交代させられた）。
ロスチャイルドは「LEDO」 (Leadered / Equalized / Dolby / Original＝先駆的で、音の均一化がなされた、ドルビーかつ、オリジナル) というコンセプトを発案した。このフォーマットは最終テープが次世代にロスチャイルドの音のビジョンを表現するのを保障した。
ロスチャイルドはドアーズの5枚のアルバムのプロデューサーとして最も良く知られている。ジム・モリソン存命時の最後のアルバムである『L.A.ウーマン』では、グループと意見が異なったため製作には参加しなかった。バンドは自らでプロデュースを行うことを決定したため、ロスチャイルドはバンドのプロデュースから撤退した。
彼はまた、ジョン・セバスチャン、ジョニ・ミッチェル、ニール・ヤング、トム・パクストン、フレッド・ニール、トム・ラッシュ、ポール・バターフィールド・ブルース・バンド、ラヴィン・スプーンフル、ティム・バックリィ、ラヴ、クリアー・ライト、ライノセラス、ジャニス・ジョプリンのプロデュースも行った。ジャニスの作品では代表作となったアルバム『パール』や唯一のナンバー1ヒットシングル「ミー・アンド・ボビー・マギー」のプロデュースも行っている。
1970年代に彼は、アウトローズのデビュー・アルバムをアリスタ・レコードでプロデュースした。また、ボニー・レイットやエリオット・マーフィー、ベット・ミドラーの映画『ローズ』のサウンドトラック・アルバムもプロデュースしている。
オリバー・ストーンによる1991年の映画『ドアーズ』ではサウンドトラックのプロデュースを行い、本編にも出演している。彼自身の役はカナダ人俳優のマイケル・ウィンコットが演じた。
ロスチャイルドは、1995年に肺癌のため59歳で死去した。

## 参照
1. 1 2 3  "Paul Rothchild, Record Producer, 59", The New York Times, April 3, 1995. Accessed May 5, 2008.